# Jacques Lemans Arena
Jacques Lemans Arena – stadion piłkarski w Sankt Veit an der Glan, w Austrii. Został otwarty w 2005 roku. Może pomieścić 2420 widzów. Swoje spotkania rozgrywają na nim piłkarze klubu FC Sankt Veit.
Stadion został otwarty w czerwcu 2005 roku. Jego budowa trwała rok i kosztowała 5,5 mln €. Obiekt może pomieścić 2420 widzów, z czego 620 miejsc jest siedzących i zadaszonych. Obok głównego stadionu znajduje się również kilka boisk treningowych. Na arenie swoje spotkania rozgrywają piłkarze klubu FC Sankt Veit, ponadto odbywały się na nim spotkania towarzyskie piłkarskich reprezentacji narodowych (5 czerwca 2010: Honduras – Rumunia 0:3, 9 października 2020: Nigeria – Algieria 0:1 i 13 października 2020: Nigeria – Tunezja 1:1), a także mecze reprezentacji młodzieżowych i kobiecych. W 2019 roku rozegrano na nim mecze piłkarskie w ramach United World Games.